# Peter Voulkos
Peter Voulkos (Bozeman, Montana; 29 de enero de 1924-Bowling Green, Ohio; 16 de febrero de 2002) nacido Panagiotis Harry Voulkos, fue un artista estadounidense de ascendencia griega. Es conocido por sus esculturas de cerámica expresionistas abstractas, que traspasaron la división tradicional entre la cerámica artesanal y la artística. Fundó el departamento de cerámica en el Instituto de Arte del Condado de Los Ángeles y el de Berkeley, California.

## Trayectoria

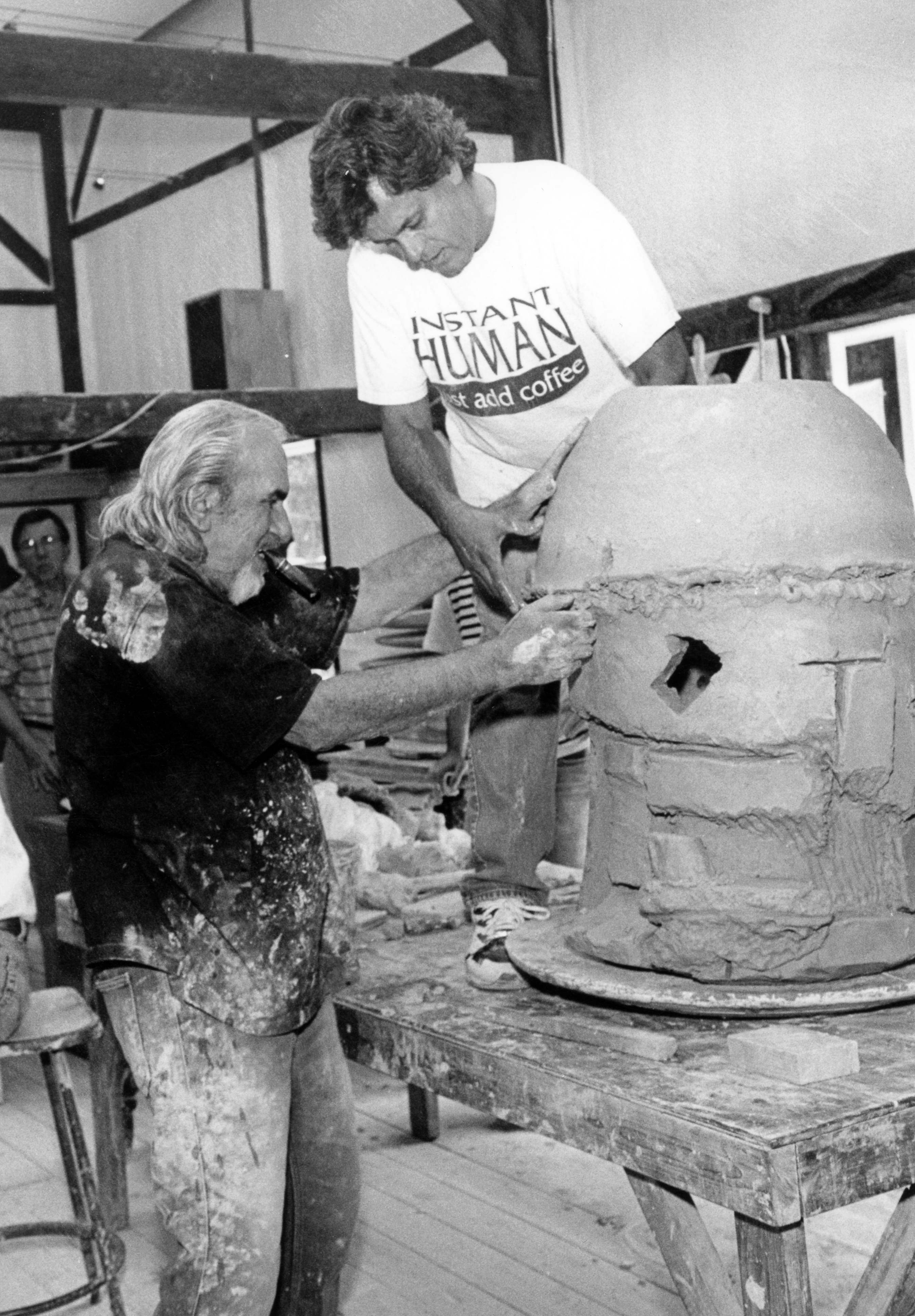
Peter Voulkos y Peter Callas trabajando en un Stack de 1998 en Belvidere, NJ.

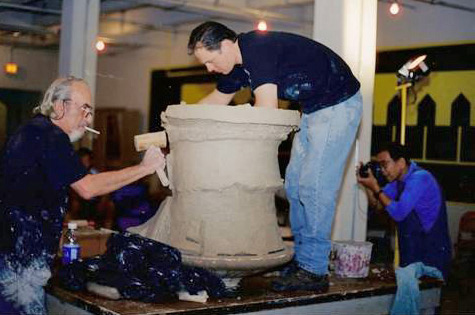
John Balistreri asistiendo a Peter Voulkos.

Voulkos fue el tercero de cinco hijos de padres inmigrantes griegos, Aristovoulos I. Voulkopoulos, anglicanizado y abreviado como Harry (Aris) John Voulkos y Effrosyni (Efrosine) Peter Voulalas.
Tras cursar la enseñanza secundaria, trabajó como aprendiz de moldeador en una fundición de barcos en Portland. En 1943, Voulkos fue reclutado por el ejército de los Estados Unidos durante la Segunda Guerra Mundial, sirviendo como artillero de aviones en el Pacífico.

### Especialización en cerámica
Estudió pintura y grabado en el Montana State College, en Bozeman (ahora Universidad Estatal de Montana ), donde tuvo su primer contacto con la cerámica.Frances Senska fue su maestra y la persona que implantó el programa de artes cerámicas en el centro.La cerámica se convirtió rápidamente en una pasión. Sus 11 kilogramos de arcilla permitidas por semestre por la escuela no eran suficientes, por lo que logró encontrar una fuente de arcilla de calidad de los remolques de los camiones que pasaban por el restaurante donde trabajaba a tiempo parcial.
Obtuvo su Máster en Bellas Artes en cerámica en el Colegio de Artes de California, en Oakland. Posteriormente, regresó a Bozeman y comenzó su carrera profesional en un taller de cerámica con su compañero de clase Rudy Autio, produciendo vajillas funcionales.
En 1951, Voulkos y Autio se convirtieron en los primeros artistas residentes en la Archie Bray Foundation for the Ceramic Arts, en Helena, Montana. Es a partir de su etapa como Director Residente (1951-1954) cuando se puede trazar el linaje de su obra de madurez, durante su estancia en el Otis Art Institute de Los Ángeles, California.
En 1953, Voulkos fue invitado a impartir un curso de cerámica de sesión de verano en el Black Mountain College en Asheville, Carolina del Norte.Tras este curso cambió su enfoque creativo. El artista abandonó su formación tradicional y, en lugar de crear vasijas lisas y bien esmaltadas, empezó a trabajar gestualmente con arcilla en crudo, estropeando a menudo su obra con cortes y perforaciones.
En 1954, tras fundar el departamento de cerámica artística del Otis College of Art and Design, llamado Los Angeles County Art Institute, su obra se convirtió en abstracta y escultórica. En 1959, presentó por primera vez su cerámica de gran formato durante la exposición de la Landau Gallery de Los Ángeles. Esto provocó una reacción radical en el mundo de la cerámica, tanto por lo grotesco de las formas de las esculturas como por la genial combinación de arte y artesanía, y aceleró su traslado a la Universidad de Berkeley.

### Departamento de cerámica de UC Berkeley
En 1959 se trasladó a la Universidad de California donde también fundó el programa de cerámica que se convirtió en el Departamento de Diseño.A principios de la década de 1960, instaló una fundición de bronce fuera del campus, anticipándose al Wurster Hall de fundición de metal, y comenzó a exhibir su trabajo en el Museo de Arte Moderno de Nueva York.
Se convirtió en profesor titular en 1967, y continuó enseñando hasta 1985.Entre sus alumnos había muchos ceramistas que se hicieron muy conocidos por méritos propios.
En una subasta de Nueva York en 2001, una escultura de 1986 de Peter Voulkos se vendió por 72.625 dólares a un museo europeo.
Murió de un ataque al corazón el 16 de febrero de 2002, después de realizar un taller de cerámica en la universidad de Bowling Green State University, Ohio, demostrando su habilidad a una audiencia en vivo.

## Obras

### Descripción
Si bien sus primeros trabajos se cocieron en hornos eléctricos y de gas, más adelante en su carrera coció principalmente en el horno anagama de Peter Callas, quien había ayudado a introducir la estética japonesa de la cocción de leña en los Estados Unidos. Voulkos también se cuenta entre quienes elevaron la cerámica a la categoría de arte no utilitario y estético. Mientras creaba el departamento de cerámica de la UC Berkeley, sus alumnos estaban autorizados a fabricar una tetera, "sólo si no funcionaba". Voulkos inició esta nueva tendencia mientras estaba en Los Ángeles en la década de 1950 y dijo que "había cierta energía en Los Ángeles en ese momento". Se le identifica más comúnmente como un ceramista expresionista abstracto.
Las esculturas de Voulkos son conocidas por su peso visual, su construcción de forma libre y su decoración agresiva y enérgica. Durante la conformación, rasgaba, golpeaba y agujereaba vigorosamente sus superficies. En algunos momentos de su carrera, fundió esculturas en bronce; y en épocas tempranas sus obras cerámicas estaban esmaltadas o pintadas y/o acabadas con trazos de pigmentos.
Voulkos también es memorable por las sesiones de escultura de cerámica en vivo que dirigía frente a sus alumnos, demostrando su forma intensa e incluso implacable de trabajar con el material, al mismo tiempo que mostraba su dominio refinado de los matices del oficio. Su búsqueda de creatividad a veces condujo al uso de máquinas mezcladoras de masa comerciales para mezclar la arcilla y al desarrollo de un prototipo para un torno de alfarero eléctrico.
En 1979 Peter Callas le introdujo en el uso de la leña en los hornos anagama, y se convirtió en su estrecho colaborador durante los siguientes 23 años. La mayor parte del trabajo tardío de Voulkos se coció con leña en el anagama de Callas, que se ubicó primero en Piermont, Nueva York, y luego en Belvidere, Nueva Jersey . Esta asociación única y el trabajo resultante es considerado por muchos curadores y coleccionistas como el período más exuberante de la carrera de Voulkos.[cita requerida] .

### Esculturas
- Black Butte Divide [13] o Black Divide - Butte [14] , 1958, arcilla cocida, Museo Norton Simon
- Sala de justicia, 1971, bronce[15]
- Sr. Ishi, 1970, bronce
- Untitled (Stack), 1980, gres, exhibido en el Museo Oakland de California[16]

## Colecciones públicas
- American Museum of Ceramic Art, Pomona, California
- di Rosa, Napa, California[17]
- Honolulu Museum of Art[18]

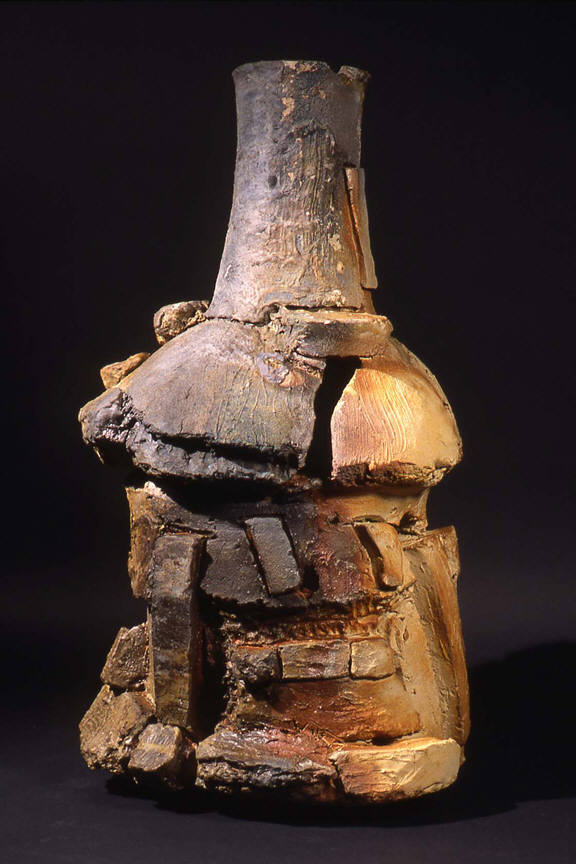
Peter Voulkos, Fideos. escultura de gres, 1996, Museo Metropolitano de Arte

- Governor Nelson A. Rockefeller Empire State Plaza Art Collection, Albany, New York[19]
- Victoria and Albert Museum, London, England[10]
- Japanese Folk Crafts Museum, Tokyo, Japan
- National Gallery of Victoria, Melbourne, Australia[20]
- Metropolitan Museum of Art[21]
- Museum of Modern Art, New York City, New York[22]
- National Museum of Modern Art, Kyoto[23]
- Oakland Museum of California
- Philadelphia Museum of Art[24]
- Smithsonian Institution, Washington D. C.
- Stedelijk Museum Amsterdam[25]
- University of Iowa Museum of Art[26]
- Palm Springs Art Museum, Palm Springs, California
- Detroit Institute of Arts, Detroit, Michigan[27]

## Reconocimientos
- 1959: Premio Museo Rodin[4]
- 1984: Beca Guggenheim[4]
- 1997: Premio al artista distinguido por su trayectoria de la College Art Association[4]

## Vida personal
A Voulkos le sobreviven su primera esposa, Margaret Cone, y su hija, Pier, una artista de arcilla polimérica;  su esposa, Ann, y su hijo, Aris; y su hermano y dos hermanas.
A principios de la década de 1980, Voulkos fue a rehabilitación para lidiar con su adicción al alcohol y la cocaína.